# This Christmas, Aretha
This Christmas, Aretha è un album del 2008 di Aretha Franklin, consistente in undici cover di celebri brani natalizi interpretati dalla cantante soul statunitense.

## Tracce
1. Angels We Have Heard On High (James Chadwick) (5:26)
2. This Christmas (con Edward Franklin) (Donny Hathaway& Nadine McKinnor) (5:23)
3. My Grown-Up Christmas List (David Foster & Linda Thompson Jenner) (5:15)
4. The Lord Will Make A Way (Traditional, Arranged by Aretha Franklin) (5:43)
5. Silent Night (Franz Gruber & Josef Mohr) (5:06)
6. Ave Maria (Johann Sebastian Bach & Charles Gounod) (4:57)
7. Christmas Ain't Christmas (Without The One You Love) (Kenneth Gamble & Leon Huff) (3:53)
8. 14 Angels (Engelbert Humperdinck, Arranged by Aretha Franklin) (2:08)
9. One Night With The King (Jeannie Tenney) (6:09)
10. Hark! The Herald Angels Sing (Charles Wesley & Felix Mendelssohn) (5:24)
11. 'Twas the Night Before Christmas (Clement C. Moore; Adaptation by Aretha Franklin) (1:52)